# Comando (canção)
"Comando" é uma canção da cantora angolana de kizomba Celma Ribas, liberado como primeiro single de seu segundo álbum de estúdio, Fantástico. Foi lançada oficialmente em 1 de março de 2011 pela gravadora Semba Comunicações. Um dia depois, em 2 de março, lançou seu videoclipe, trazendo a direção de Jihad Kahwajy.

## Composição e lançamento
"Comando" foi composta pela própria cantora e teve a produção de Diji Tafinha. A canção foi gravada durante sua passagem pela Europa, precisamente em Paris, na França. Para promover ao single, Celma realizou diversos shows promocionais em cidades como Lubango, Malanje e Lunda Sul. Celma declarou em entrevista ao portal Platina Line que a inspiração para compor a canção veio de seus fãs: "Tudo dedicado aos meus verdadeiros fãs". A canção foi lançada oficialmente para as rádios em 1 de março de 2011 pela Semba Comunicações.

## Vídeo musical
Em 1 de janeiro de 2011 Celma liberou uma prévia do videoclipe de seu próximo single, que viria a ser lançado apenas dois meses depois. O videoclipe foi dirigido por Jihad Kahwajy, da JKP Studio, e teve o lançamento oficial em 2 de março. No vídeo Celma aparece cercada de militares, alternando com cenas enrolada em uma rede e outras na praia, além de aparecer coreografando o refrão com dançarinos em um desmanche de carros.

## Desempenho nas paradas
| Paradas (2011)      | Melhor posição |
| ------------------- | -------------- |
| African Music Chart | 10             |

## Versão de Kelly Key
"Controle (Comando)" é um canção da cantora brasileira de música pop Kelly Key. Foi lançada para as rádios oficialmente em 10 de outubro de 2014 pela Deckdisc como único single do álbum No Controle, além de marcar a retomada da carreira depois de um hiato de seis anos. É o primeiro lançamento de Kelly em um álbum desde "Indecisão (Mr. Jam Remix)", em 2009. A música apresenta algumas mudanças na letra original de Ribas.
"Controle" recebeu avaliações positivas dos críticos de música. O Portal B-Pop elogiou o desempenho vocal de Kelly, dizendo que ela conseguiu superar suas faixas antigas. O portal também citou que havia um contraste entre a composição sobre dominação em comparação com as antigas letras feministas de Kelly como "Baba", "Cachorrinho" e "Super Poderosa". A revista paquistanesa Pop Bluster também deu enfoque no amadurecimento da cantora. O portal Data Clipe positivou a temática da composição e disse que "Kelly chega mais maliciosa e sensual do que nunca".
O videoclipe da canção foi gravado entre os dias 21 e 22 de setembro de 2014 na cidade do Rio de Janeiro, no bairro Jacarepaguá. A produção do vídeo envolveu 50 profissionais, entre equipe técnica e dançarinos, e levou mais de doze horas de gravação, trazendo como par da cantora no trabalho o modelo Ricardo Barreto. A direção do vídeo foi realizada por Jonatas Goulart e a produção pela Casaba Creations. O lançamento deu-se em 4 de novembro de 2014 com premiere no portal de notícias Globo.com.

### Antecedentes
Em 25 de janeiro de 2014 Kelly anunciou que retornaria à música depois de seis anos de hiato durante sua apresentação no evento Chá da Alice, no Rio de Janeiro. Na ocasião a cantora revelou que teve muito tempo para amadurecer o projeto do novo disco, saindo da comodidade do que sempre fez, acrescentando: "Tive tempo suficiente de pensar nesse novo projeto e estou voltando amadurecida, com novidades e algumas coisas que ainda nem existem aqui no Brasil em termo de música. Esse espaço me deixou a vontade para fazer o que eu quero da minha carreira". Em 18 de julho, durante entrevista ao R7, anuncia o título do álbum como No Controle, além de revelar que viajou a Angola e a Europa no início do ano para produzir algumas canções. Para a UOL Kelly explicou que o título do álbum condiz com sua carreira naquele momento, sem pressão da gravadora ou das pessoas: "Eu estou no controle e o disco retrata esse momento". Já para o jornal O Dia ela explicou que não estava mais deixando-se manipular pelo que suas antigas gravadoras impunham para que ela fizesse e que No Controle cumpria um desejo que ela tinha há anos. "Lá atrás, eu não tinha voz com a minha gravadora. O No Controle não é uma coisa descartável, nem de momento, é um trabalho pensado que estou fazendo sem urgência comercial".

### Estrutura musical e letra
"Controle" é uma canção dos gêneros kizomba, tendo também influências diretas de zouk e afrobeat, ritmos populares em países africanos. A canção traz como temática principal o amor sem limites, expressando no título que o parceiro teria "controle" sobre a vida da pessoa apaixonada. A canção também fala sobre inseguranças ao se apaixonar por alguém. As estrofes pré-refrão fazem referencial direto ao controle remoto, comparando-o com os sentimentos, ao cantar "Comece com o play se quiser me ter, depois no avançar para me beijar, o rec é pra gravar os momentos bons". A canção utiliza a base original da canção "Comando", da cantora angolana Celma Ribas, que interpreta-a também em português, porém sob o linguajar utilizado em Portugal. Key realizou algumas alterações líricas na faixa, sendo assim também creditada na composição.
Em termos de musicalidade "Controle" é uma canção rápida, com batidas regulares nas estrofes que se intencificam no refrão, aumentando o ritmo da canção, tendo um total de 100 batidas por minuto. Escrita em B Major com uma sequencia G#mj7—E2—G#mj7 em progressão de acordes, a canção permite alcançar notas que vão de F#3 à B4.

### Influências e gravação
Kelly não citou nomes de outros artistas como influência para a canção, dizendo apenas que buscou pela originalidade para amadurecer seu estilo musical: "Estou fugindo dessa responsabilidade de ser clichê. Cada uma tem o seu estilo e a sua forma de amadurecimento. Eu encontrei a minha forma". Em 21 de julho de 2014, durante entrevista ao programa Na Lata com Antonia Fontenelle, revelou que a traria ritmos diferentes do que comumente era utilizado por ela para o novo single, citando sonoridades latinas e africanas como zouk, reggaeton e kizomba. A busca por um estilo musical pouco conhecido no Brasil foi opção da cantora, que viajou para a Angola para se aprofundar e ajudar a criar uma nova identidade: "A gente está trazendo uma coisa nova para o Brasil. É um estilo musical que dominou a Europa inteira". Kelly gravou a canção durante sua passagem pela Europa.

### Lançamento
Em 28 de setembro de 2014 a canção foi liberada para execução no website da cantora, podendo ser escutada na página inicial. No dia seguinte foi liberada para download digital através de suas redes, onde cadastrava-se o número de celular e baixava a canção. Kelly revelou que a canção seria lançada nas rádios nas próximas semanas pela Deckdisc. Em 10 de outubro "Controle" é lançada para airplay com estreia no programa Quebra Tudo, de Dedé Galvão, na rádio carioca FM O Dia.
Em 13 de outubro a canção já era uma das mais pedidas no estado do Rio de Janeiro. Na semana de lançamento, das 25 canções do gênero de música pop mais executadas no Brasil, 10 eram de Kelly Key, sendo "Controle" executada 746 vezes. Entre os meses de outubro e dezembro a canção foi a terceira do gênero de música pop mais executadas no Brasil, com uma média de 55 execuções por dia apenas na cidade do Rio de Janeiro.

### Recepção da crítica
"Controle" recebeu avaliações positivas dos críticos de música. O Yahoo! se restringiu apenas em dizer que o retorno de Kelly era embalado pela cantora Anitta, que trouxe de volta a música pop brasileira ao foco. Lucas Duarte do Portal B-Pop deu nota 70 de 100 para a faixa e elogiou a voz de Kelly, dizendo que ela "realmente conseguiu apresentar um amadurecimento vocal, mais limpo e puro". Ele ainda citou que a canção sobre dominação contrasta com as letras feministas anteriores de Kelly como "Baba", "Cachorrinho" e "Super Poderosa". Sobre a produção, o crítico positivou-a, dizendo que "a produção da música é cheia de detalhes podendo perceber até uma flauta no refrão da canção" e finalizou dizendo que a cantora "conseguiu superar muitas produções anteriores mostrando que ainda tem um nome no mercado pop nacional". A revista asiática Pop Bluster, principal publicação do Paquistão, citou a cantora pela primeira vez em sua carreira, dizendo que ela "finalmente" havia retornado para a música. A matéria foi positiva e disse que canção era muito boa e mostrava amadurecimento.
Conrado Cooper, do portal Data Clipe, destacou o fato da composição da canção ser picante, dizendo que "Kelly chega mais maliciosa e sensual do que nunca", além de declarar que pelas estrofes a faixa poderia gerar "um de seus vídeos mais provocantes". Uma segunda avaliação da canção foi publicada pelo Portal B-Pop, desta vez realizada por Carol Caiana, de forma menos positiva. A colunista elogiou a produção da faixa, mas disse que a temática era fraca e o ritmo kizomba cansativo de se escutar. Ela ainda comparou Kelly à cantora estadunidense Britney Spears e disse esperar se arrepender das críticas com um próximo single. Durante entrevista com Kelly, o jornalista Thalles Trouva, do R7, declarou que a canção era "muito boa" e que a cantora era a primeira a fazer o estilo no Brasil.

### Promoção
Em 24 de janeiro de 2014 Kelly cantou um trecho do refrão da canção a cappella durante seu show no evento Chá da Alice. Em 20 de setembro Kelly apresentou o single pela primeira vez ao vivo durante seu show na festa Zapping, durante a listening party, evento realizado para estreá-lo para seu público. No dia seguinte, 21 de setembro, a cantora realizou a premiere da faixa durante o programa Altas Horas, na Rede Globo, onde falou sobre o conceito e as influências para criar a música. Em 3 de outubro performou a canção no programa Agora É Tarde, na Band, além de ser a entrevistada da noite. Em 25 de novembro Kelly apresentou a canção no programa Legendários, da Rede Record, além de realizar uma performance especial com um medley com seus singles antigos, incluindo "Barbie Girl", "Baba", "Adoleta", "Cachorrinho" e "Pegue e Puxe". No mesmo dia a cantora apresentou a canção durante no evento da escola de samba GRES Unidos da Tijuca. Em 2 de novembro se apresenta no programa Hora do Faro, na Rede Record. No mesmo dia foi destaque de uma reportagem especial do programa Domingo Espetacular, o qual falou sobre o retorno com a canção e mostrou imagens do videoclipe.
Em 9 de novembro começou uma série de entrevistas para divulgação pelas rádios, iniciando no programa "Farra da Globo", na Rádio Globo. Em 15 de novembro apresenta a canção durante o Programa da Sabrina, na Rede Record, onde recebeu uma homenagem pelos treze anos de carreira. Em 1 de fevereiro de 2015 lançou com exclusividade o disco No Controle no programa De Frente com Gabi, no SBT, onde também foi entrevistada, contando sobre como se foi o conceito de criação. Em 28 de fevereiro voltou ao palco do programa Legendários, agora para promover o lançamento de seu álbum, cantando novamente a canção. Em 11 de março continuou a promoção da faixa no Programa do Gugu. No dia seguinte foi entrevistada pelo TV Fama sobre o lançamento do disco. No dia seguinte, 12, apresentou "Controle" no programa The Noite com Danilo Gentili, onde também foi a principal entrevistada da noite. Em 21 de março se apresentou no Programa Raul Gil. Em 11 de abril passou pelo programa Ritmo Brasil com a promoção de No Controle, ensinando também a apresentadora Faa Morena a dançar kizomba. Em 23 de março foi entrevistada pelo programa de rádio Pânico, da Jovem Pan FM, divulgando o álbum, o qual o vídeo da entrevista também foi transmitido no website da estação. Em 3 de maio esteve no programa Chega Mais, na Rede TV!. Em 23 de maio é entrevistada por Angélica, no programa Estrelas, sobre seu retorno e o feminismo na música pop brasileira.

### Videoclipe

#### Gravação e produção

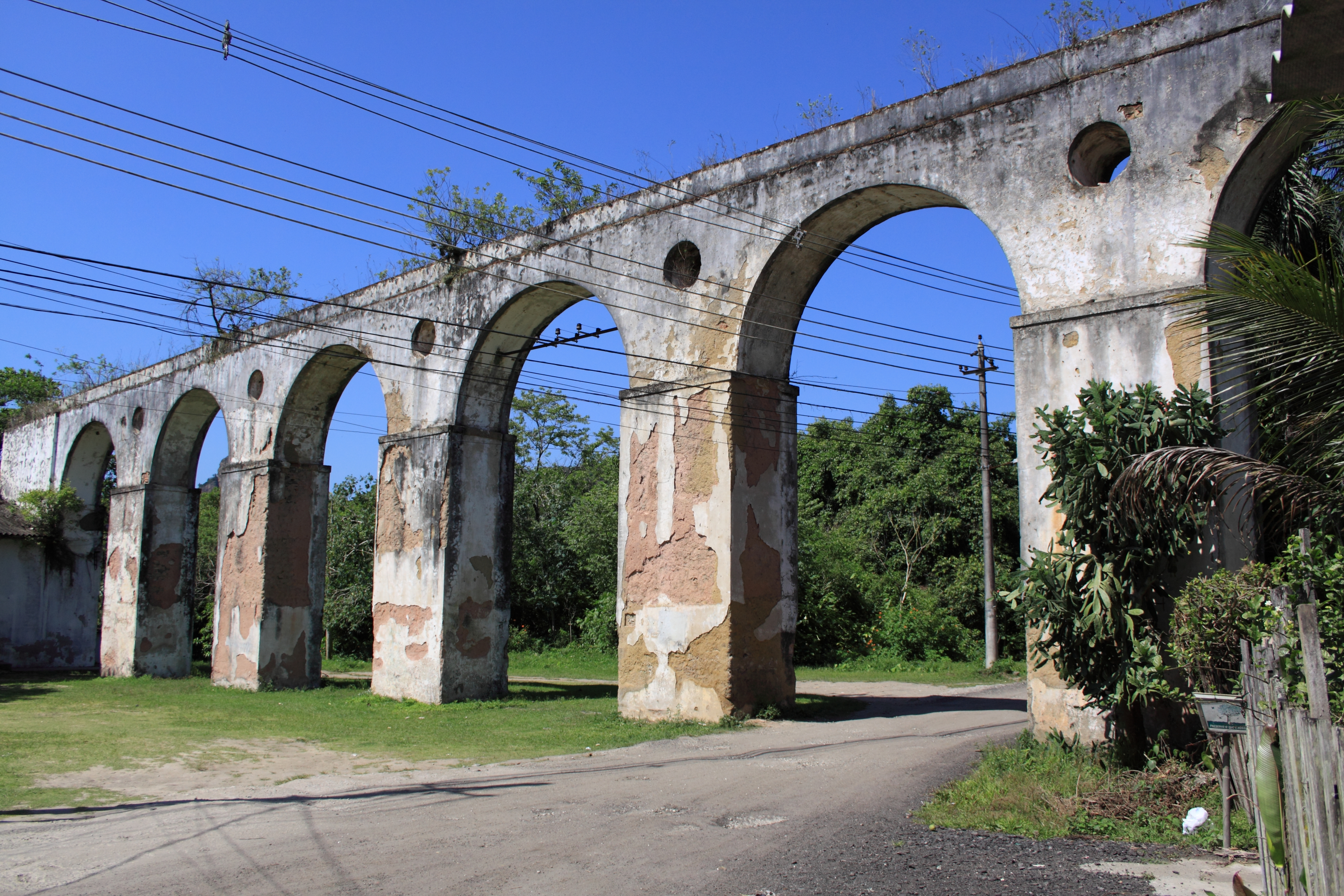
A zona colonial de Jacarepaguá, no Rio de Janeiro, foi o cenário principal do vídeo.

Kelly gravou o videoclipe da canção entre os dias 21 e 22 de setembro de 2014, na cidade do Rio de Janeiro, no bairro Jacarepaguá, utilizando como locação principal a zona colonial, onde encontram-se casarões e prédios abandonados do século XIX os quais a equipe de produção utilizou como cenário. Nas fotos liberadas da gravação, a cantora aparece utilizando em uma cama cheia de folhagem e, em outra cena, andando por um vilarejo abandonado, rodeada de receptáculos pegando fogo. A produção do vídeo envolveu 50 profissionais, entre equipe técnica e dançarinos, e levou mais de doze horas de gravação. O modelo Ricardo Barreto foi escolhido para interpretar o par romântico da cantora no vídeo.  Durante entrevista para o Iguai Mix, o rapaz contou detalhes. "Foi um prazer enorme, eles me receberam muito bem. Ela é super simpática, passamos a madrugada toda gravando e faria novamente, cada momento. Gostei muito do ritmo da música e acredito que ficará na boca dos fãs".
Em uma entrevista, Kelly afirmou que o vídeo será o mais sensual de sua carreira, trazendo algumas cenas provocantes com seu parceiro na história. A direção do vídeo foi realizada por Jonatas Goulart e a produção pela Casaba Creations, produtora de vídeo carioca, em parceria com a sub-divisão Casa B Creations.

#### Lançamento
O vídeo foi originalmente programado para ser lançado entre o fim de outubro e começo de novembro. Uma prévia de 50 segundos do trabalho foi liberado em 12 de outubro através das redes sociais da cantora. O teaser iniciava com uma chamada em sua introdução, "Vem aí o dia tão esperado", e apresentava a cantora em quatro cenas diferentes, vestindo figurinos distintos. Em 2 de novembro o programa Domingo Espetacular, da Record, exibiu exclusivamente a prévia do clipe e novas cenas durante a entrevista dada pela cantora sobre seu retorno, sendo exibida no horário nobre. Em 3 de novembro o videoclipe é lançado com premiere pelo portal de notícias Globo.com. Momentos depois o vídeo foi oficialmente liberado no canal no Vimeo. No mesmo dia o vídeo estreou nas emissoras musicais Mix TV e PlayTV. Nas primeiras 10 horas o vídeo obteve 100 mil acessos, fechando o primeiro dia em 150 mil.

#### Sinopse

Capturas em ecrã do videoclipe.

O vídeo começa com Kelly sendo mostrada de cima em meio a um gramado. Na cena seguinte a câmera exibe a cantora em meio a nove dançarinos vestidos de preto em um cenário que aparenta ser uma velha fazenda abandonada com poucas paredes esguridas ainda, rodeados de tambores pegando fogo e com correntes. Kelly veste uma roupa preta com tons dourados, com plumas da mesma cor e pedrarias vermelhas. Durante todo o vídeo os dançarinos coreografam em dupla a canção no local, enquanto ela canta e dança sozinha. Durante o refrão o fogo dos tambores explode mais forte. Em um segundo cenário Kelly aparece apenas de rosto em um fundo vermelho cantando diretamente para a filmagem.
Em outra cena o modelo Ricardo Barreto, que interpreta o par romântico da cantora no vídeo, aparece fumando charuto sentado em uma poltrona, enquanto ela dança sensualmente para ele, vestindo um top e uma calcinha, ambos pretos, contrastando com as luzes de fundo e fazendo alusão às roupas usadas no filme Flashdance, de 1983. No último cenário Kelly aparece em diversas cenas em um quarto deitada em uma cama branca com seu namorado, que veste camisa e cueca também brancas, enquanto ela está com uma camisola transparente. O quarto fica dentro de uma casa abandonada, com paredes rústicas e sem janela, onde há lampadas e flores suspensas sobre eles. Os dois aparecem em algumas cenas como deitados trocando carícias, separados e de costas um para o outro, simbolizando uma briga, com com Kelly de bruços cantando para a câmera.

#### Recepção da crítica
O Jornal Extra acompanhou as gravações do videoclipe com exclusividade e fez criticas positivas ao trabalho, mesmo ainda em produção, dizendo que o vídeo misturava "romantismo e sensualidade", além de liberar algumas fotos dos bastidores. O jornal também declarou que Kelly continuava maliciosamente sensual como antigamente e que "está ainda mais bonita do que quando estourou de Norte a Sul". O portal Pop XD foi positivo e disse que o clipe era digno, meigo e sexy e Kelly tinha "voltado com tudo", fazendo também elogios à sua boa forma no vídeo "Que corpinho é esse da Kelly Key? Uma delícia essa menina". Além disso o clipe foi comparado aos trabalhos que exploram a sensualidade de Britney Spears, "Diga-se de passagem, já sendo lembrada como a Britney Spears brasileira". A rádio FM O Dia positivou o vídeo e disse que a sensualidade dela no trabalho torna-o atrativo e que "Dá pra ver pelo vídeo que a sensualidade sempre foi e sempre será a marca registrada da cantora. Kelly Key tá ou não muito provocante neste novo clipe?".
Diogo Sioli do jornal O Povo disse que o vídeo era muito bem produzido e nada cansativo, comparando o investimento grande aos trabalhos da cantora Anitta, dizendo que Kelly "não está a fim de deixar a coroa de Rainha do Pop Brasil nas mãos da dona do Show das Poderosas" e que ela estava "incrível e linda como sempre". Para o crítico o estilo do trabalho faz referências claras às roupas utilizadas por Britney Spears em "Hold It Against Me", as cenas sensuais explorando os quadris e bumbum em cenas picantes como em "Booty", de Jennifer Lopez, e "Anaconda", de Nicki Minaj, e ao próprio "Anjo" de Kelly no cenário branco. O Portal Sucesso também citou as referências de Britney Spears e disse que se havia dúvidas que a cantora estava em forma para competir com outras artistas pop atuais, a duvida é respondida positivamente no clipe. Luiz Belineli do Papel Pop elogiou o trabalho e disse que com ele Kelly voltou para se estabelecer "de vez como uma diva do pop". A MTV Brasil elogiou o clipe e verificou as referências de lambada na coreografia da canção, porém disse que as cenas na fazenda abandonada rodeada de fogo são "sinistras" e lembram "hora algo illuminati, hora seitas obscuras".

### Desempenho nas tabelas
| Paradas (2014)                                     | Melhor posição |
| -------------------------------------------------- | -------------- |
| Brasil Billboard Brasil Hot 100 Airplay            | 79             |
| Brasil Billboard Regional Rio de Janeiro Hot Songs | 5              |

### Histórico de lançamento
| País   | Data                  | Formato(s) | Gravadora |
| ------ | --------------------- | ---------- | --------- |
| Brasil | 10 de outubro de 2014 | Airplay    | Deckdisc  |